# Cimetière militaire britannique de Jonchery-sur-Vesle
Au début du village en venant de Fismes, le cimetière militaire britannique de Jonchery-sur-Vesle accueille 366 soldats tombés lors de la Première Guerre mondiale.

## Origine
266 de ces tombes sont anonymes, et il y a un soldat canadien.

## Photos

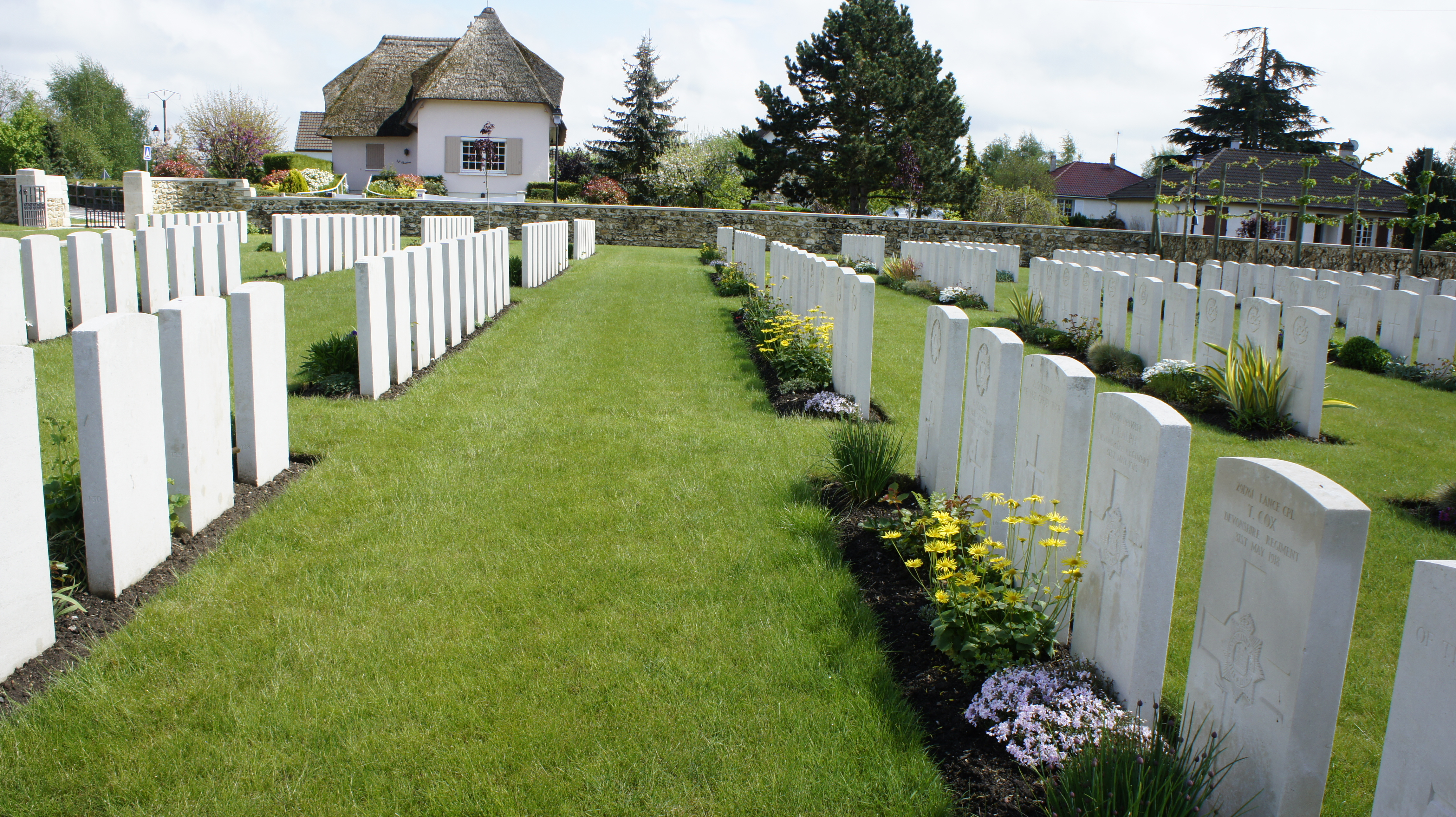
Vers le village.